# Gnesta (plaats)
Gnesta is de hoofdplaats van de gemeente Gnesta en een plaats in de gemeente Södertälje in het landschap Södermanland en de provincie Södermanlands län en Stockholms län in Zweden. De plaats heeft 5208 inwoners (2005) en een oppervlakte van 377 hectare.

## Verkeer en vervoer
Bij de plaats lopen de Riksväg 57 en Länsväg 224.
De plaats heeft een station op een spoorlijn.